# Отак загинув Гуска
«Ота́к заги́нув Гу́ска» — комедійна п'єса українського письменника Миколи Куліша. Історія її написання сягає 1913 року, але загальновідомий варіант датується 1925 роком.
За сюжетом, колишній царський чиновник Саватій Гуска бідкається, як одружити своїх сімох дочок. Але до цієї проблеми додається й інша — Гуска живе минулим, він ніяк не сприймає, що світ змінився.

## Сюжет
Саватій Гуска — зросійщений царський чиновник, який попри владу більшовиків намагається жити по-старому. Він вдає з себе вишуканого аристократа, проте не має аристократичного духу. До того ж Гуска ненавидить нову владу, хоча боїться про це сказати.
П'єса починається з того, що до дружини Саватія, Секлети Семенівни, приходить колишня нянька її дочок, Івдя. В їхню розмову втручається Саватій, швидко переводячи розмову на тему ненависного йому комунізму. Він мріє видати всіх своїх сімох дочок (Устю, Настю, Пистю, Христю, Хростю, Онисю й Охтисю) в шлюб, але гідним нареченим бачить лише одного — молодого студента П'єра Кирпатенка. Саме він приглянувся Гусці за те, що поділяє його зневагу до більшовиків. Саватій жаліється, що за більшовицької влади не шанують його «заслуг», ностальгує за царськими часами. Несподівано в двері стукають, вимагаючи прийняти квартиранта. Боячись, що це більшовицький агент, всі замовкають.
Через погані сни дочки Саватія сваряться між собою, бояться, що П'єр від них відвернеться чи зрадить. Саватій починає підозрювати П'єра, що той напише на нього донос чи може і вб'є. Але той не має злих намірів і кличе Гуску вирушити на рибалку на безлюдний острів. Охоплений підозрами, Гуска вирішує поїхати з усією родиною. Його дочки намагаються домогтися любові П'єра, чим лише дратують його. Тим часом Гуска, думаючи, що навколо нікого немає, вголос лає більшовиків. Але поруч виявляються рибалки. Вони запрошують присісти поряд, але Гуска з дружиною та дочками думають, що це запрошення «сісти» у в'язницю. Рибалка на те відповідає: «Абсолютно стидно на вас дивиться! Не люди, а мікроорганізми!». Охтися, ще шукаючи П'єра, який давно втік, чує у відповідь лише кумкання жаби.

## Історія створення
Ще навчаючись у гімназії, Микола Куліш пише першу п'єсу-комедію «На рыбной ловле» російською мовою. 1925 року він переробив її на веселий фарс з життя міщанства «Отак загинув Гуска». Відразу ж 3 провідні українські театри оголосили, що поставлять п'єсу 1926 року («Березіль», імені Тараса Шевченка, Одеська держдрама). Зацікавилися комедією також і російські театри. Проте за життя автора її так і не вдалося поставити. Готуючи до друку зібрання своїх творів 1932—1934 років, драматург зроби нову редакцію п'єси. Ця версія також не виходила друком, лише 1928 року журнал «ВАПЛІТЕ» давав анонс на її публікацію. Проте 1933 журнал «Червоний Перець» (№ 9-10) надрукував невелику сценку з цієї комедії.
Довгі роки оригінал комедії вважався втраченим. Але 1958 року Петро Кравчук з Канади розшукав примірник п'єси у Детройті, у Ю. Габоди, якому передала вдова драматурга Антоніна Куліш. Цей текст і було опубліковано у Києві 1960 року («П'єси» — Держлітвидав), а потім — 1968 року (Київ — «Молодь»), 1969 та 1983 року (Київ — «Дніпро»).
Російською мовою п'єсу вперше було опубліковано у збірці — М. Кулиш. «Пьесы» (Москва — «Искусство» — 1980), переклад П. Зенкевича та С. Свобідної.

## Постановки
Комедію було вперше поставлено у Театрі-студії, яким керував Мар'ян Крушельницький (Київ, Жовтневий палац культури, 1962 рік. Постановка Л. Танюка, художник А. Горська). Наступного року цю ж постановку було здійснено у Львівському театрі імені Марії Заньковецької, де ролі грали:
- Гуска — колишній березілець Д. Козачковський
- Івдя — Н. Доценко
- Секлета — Л. Кривицька

Проте після кількох показів виставу було заборонено.
У 1970 році комедію оригінально поставили в Одеському театрі імені Жовтневої революції. Режисером був В. Голота, художником М. Маткович, роль Гуски виконував Ю. Божек.
З подальших інтерпретацій комедії М. Куліша найцікавішими можна вважати виставу Володимирського обласного театру драми імені А. В. Луначарського (1974 рік, Режисер — В. Пазі, художник — Л. Корнєєв, композитор — В. Доценко) і постановку М. Шейка у Талліннському Російському драматичному театрі (1982).
Набула розголосу і робота молодого режисера Сільвіу Фусу на малій сцені Московського драматичного театру імені Миколи Гоголя. У цій виставі роль Гуски виконав 75-річний І. Смисловський. Він відійшов від традиційного фарсово-комедійного прочитання ролі і створив доволі трагедійний характер.
Детальному аналізові п'єси присвячено статтю Н. Корнієнко «Вогонь чи попіл?» («Вітчизна» — 1968 — № 8).